# 河北大学附属医院
河北大学附属医院 (英語：Affiliated Hospital Of Hebei University)，始建于1909年为了防治鼠疫而建立的清苑防疫医院，是一所集医疗、科研、教学、预防、保健、康复为一体的大型综合三级甲等医院，位于中华人民共和国河北省保定市莲池区裕华东路212号，占地面积12.5万平方米，建筑面积16.7万平方米，拥有床位2760张，职工3457名。

## 历史沿革

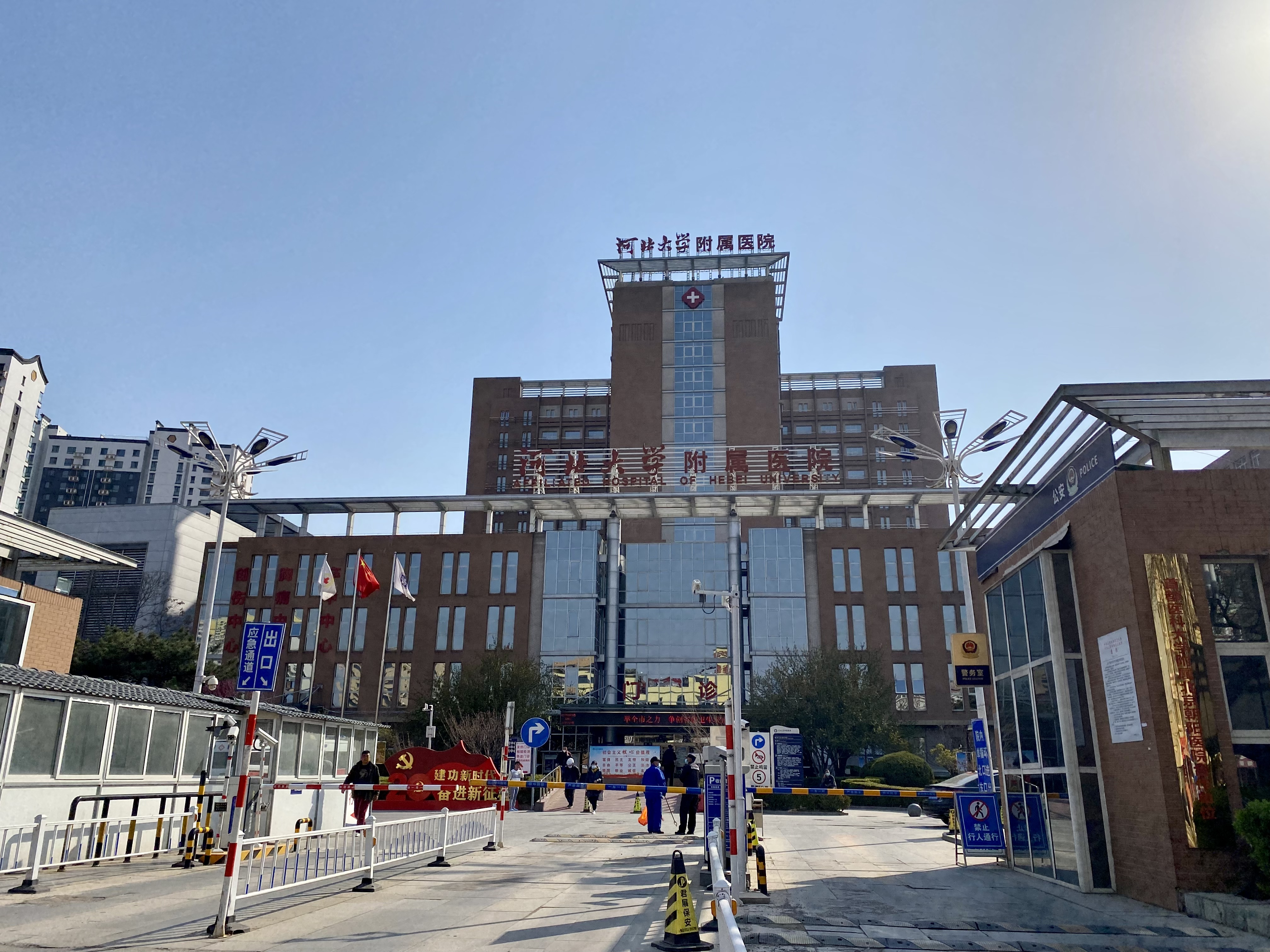
河北大学附属医院主院区

1909年始建，1945年更名为河北省立医院，后更名为河北省第一人民医院、河北省医院，1983年更名为河北省职工医学院附属医院，2005年更名为河北大学附属医院。